# Kuniyamuthur
Kuniyamuthur is een panchayatdorp in het district Coimbatore van de Indiase staat Tamil Nadu. 

## Demografie
Volgens de Indiase volkstelling van 2011 wonen er 95.924 mensen in Kuniyamuthur, waarvan 51% mannelijk en 49% vrouwelijk is. De plaats heeft een alfabetiseringsgraad van 75%. 